# Æresdrabet på Nasrin Behroz
Æresdrabet på Nasrin Behroz er et æresdrab, der fandt sted torsdag den 17. september 2020 i en afghansk familie i Randers. Det er det første registrerede æresdrab i Danmark siden æresdrabet på Ghazala Khan i 2005.

## Forløbet
Nasrin Behroz' dengang 17-årige søn, Khalid, ringede torsdag den 17. september 2020 kl. 11.51 til alarmcentralen og fortalte, at han havde dræbt sin mor. Fire minutter derefter ankommer en politipatrulje til familiens lejlighed på Nørrebrogade i Randers, hvor de finder 44-årige Nasrin Behroz liggende død på køkkengulvet. Hun havde fået i alt 19 knivstik
 i hovedet, i halsen og på kroppen. Flere af dem er afsat med "stor kraft", fremgår det af anklageskriftet, og kvinden har flere afværgelæsioner på armene.
Politiet pågriber halvanden time senere Nasrins mand, Abdul Hafiz Behroz, der har indtørrede blodspor på strømper, underbukser og t-shirt. Han forklarer imidlertid, at han ikke var til stede i lejligheden på gerningstidspunktet, og at sønnen alene havde forestået drabet. På baggrund af den indledende efterforskning og flere vidners forklaring får politiet mistanke om, at kvindens mand havde fået parrets søn til at begå drabet. Faren anholdes og sigtes derfor også, og dagen efter varetægtsfængsles de begge.
Ifølge tiltalen fra Anklagemyndigheden har sønnen udført drabet på ordre fra faren, hvorfor faren tiltales på lige fod med sønnen. Faren tiltales desuden for at udnytte sønnens unge alder og afhængighedsforholdet mellem dem til at dræbe moren, hvorefter sønnen skulle foregive at have dræbt hende alene. Motivet til drabet er ifølge anklagemyndigheden den dræbtes tro eller mangel på samme samt et skøde på en lejlighed i Afghanistan, hun nægtede at udlevere til sin mand. Lejligheden havde kvinden solgt for at kunne stå på egne ben. 
Faren har ifølge anklageskriftet søgt opbakning til drabet hos familien i Afghanistan. Både faren og sønnen nægter sig skyldige i drabet. 
Det er ifølge anklageren i sagen centralt, at der er tale om et æresdrab. Under efterforskningen finder politiet indikationer på, at kvinden ikke var rettroende, blandt andet i form af en talebesked, hvor kvinden siger, at hun ikke "tilhører" familien, men at hun "vil stå på egne fødder".

## Byretssagen
Retten i Randers påbegynder nævningesagen mod Khalid og Abdul Hafiz Behroz mandag den 21. november 2021 og har afsat ti retsdage til sagen. Hele familien er indkaldt som vidner i sagen, heriblandt parrets børn på mellem 9 og 22 år, mens også naboer, en vicevært og flere ansatte fra Randers Kommune samt nogle ekspertvidner er indkaldt.
Sønnen forklarer i byretten, at han havde dræbt sin mor i nødværge, og at moren nogle gange blev påvirket af dæmoner og fik anfald, hvilket også var tilfældet, da han dræbte hende i forbindelse med et skænderi. I retten afviser sønnen, at familien er rettroende muslimer. "Vi er muslimer, men bestemt ikke yderliggående," siger han ifølge TV 2.
Af materialet i sagen fremgår det dog, at familien er religiøs og mandsdomineret. En datter i familien blev tvangsfjernet, fordi hun skulle giftes med en fætter i Afghanistan mod sin vilje. En anden datter forklarede i byretten, at moren ønskede skilsmisse, men at faren ikke ville gå med til det. Det afviser sønnen dog at kende til. Det kom også frem i byretten, at ægteparret Behroz gennem længere tid havde haft konflikter og anklaget hinanden for at være utro. Således sagde kvinden i en telefonsvarerbesked til sin mand i maj 2020: "Jeg er ren og forbliver ren. Det er dig, der er uren, beskidt og skørtejæger.”
Faren nægter sig i skyldig med henvisning til, at han ikke er i lejligheden på det tidspunkt, drabet finder sted.
Der falder dom i Retten i Randers 17. december 2021. Her finder nævningetinget det bevist, at begge de tiltalte stod bag drabet, at de forudgående havde planlagt det, og at det var aftalt mellem dem, at sønnen skulle tage skylden. Byretten finder dog ikke, at der er tale om æresdrab, ligesom retten ikke kan fastlægge rollefordelingen mellem de to. Det kan ifølge retten heller ikke bevises, at faren har udnyttet sønnens unge alder. Det, der ifølge anklagemyndigheden er skærpende omstændigheder, tilsidesættes således af retten. Den nu 18-årige søn idømmes otte års fængsel, mens faren idømmes 12 års fængsel. Begge udvises desuden af Danmark for bestandig.

## Landsretssagen
Både far og søn anker byretsdommen til Vestre Landsret med krav om frifindelse, og Statsadvokaten anker også med krav om, de to dømmes efter tiltalen.
De tiltalte ændrer begge deres forklaringer i landsretten. Faren erkender, at han havde været til stede i lejligheden, men at hans hustru angreb ham og selv påførte sig de dræbende stik. Sønnen forklarer, at han var på sit værelse under drabet og ikke havde været involveret. Sønnen accepterer dog farens ordre om at påtage sig skylden for drabet.
Vestre Landsret afsiger dom i sagen 2. november 2022. Her finder otte nævninger og tre dommere, at begge tiltalte var skyldige i drab jf. straffelovens §237, og at drabet var begået i forening, jf. straffelovens §81, nr. 2. En nævning afgiver dissens og finder, at kun faren er skyldig i drab, mens sønnen ikke er skyldig. Grundet stemmeflertallet findes begge tiltalte herefter skyldige i drab begået i forening. Flertallet mener desuden, at drabet var særligt planlagt, at drabet var begrundet i, at dræbte ikke var rettroende muslim, og at faren udnyttede sønnens unge alder, manglende indsigt og afhængighedsforholdet mellem de to. Straffene bliver skærpet med ekstra år, så faderen idømmes 13 års fængsel, mens sønnen idømmes ni års fængsel. Begge udvises som i byretten af Danmark med indrejseforbud for bestandig.